# طيش الشباب (فلم)
طيش الشباب فيلم دراما مصري للمخرج أحمد كامل مرسي، مأخوذ عن الفيلم الأمريكي Black eyes للمخرج هربرت برينون عام 1939، قام بتمصير القصة علي الزرقاني، الذي كتب السيناريو والحوار بمساعدة المخرج. الفيلم من بطولة سميحة مراد، ونور الدمرداش، وحسين رياض. يقدم الفيلم قصة الأب الذي يبعد ابنته عن مكان عمله كصاحب ملهى ليلي، ويدخلها مدرسة داخلية.
صدر الفيلم إلى دور العرض المصرية في  10 سبتمبر 1951.
منح موقع قاعدة بيانات الأفلام العربية "السينما.كوم" الفيلم درجة 4.6/ 10.

## طاقم التمثيل
البطولة: سميحة مراد – نور الدمرداش – حسين رياض – محمود المليجي – عفاف شاكر.
بالاشتراك مع: ماجدة - وداد حمدي - نعيمة وصفي - ثريا فخري - سناء جميل - ملك الجمل - محمد قنديل - عبد الرحيم الزرقاني - عايدة كامل - زوزو محمد - زمردة - سونيا - سيد عبد الله - ماري عز الدين - أحمد درويش.
سميحة مراد: هي شقيقة ليلى مراد الصغرى وابنة الموسيقار زكى مراد. كانت متزوجة من الفنان علي رضا، وبعد طلاقها منه حاولت تجربة التمثيل في فيلم واحد فقط، هو فيلمها هذا، وبالرغم من الدعاية الكبيرة للفيلم لم تنجح، واعتزلت، وهاجرت إلى الولايات المتحدة الأمريكية لتلحق بشقيقتها الكبرى، المطربة ملك مراد، التي هاجرت إلى أمريكا، وكانت تغني للجاليات العربية أغنيات أم كلثوم، وتقوم بطباعتها على اسطوانات مستغلة عدم توقيع أمريكا على اتفاقية «برن» التي تحمي حقوق المؤلف والملحن (تم عقدها لأول مرة في برن، سويسرا عام 1886). توفيت سميحة عام 2007.
سناء جميل: كان هذا الفيلم أول أدوارها في السينما، بعد تخرجها من المعهد العالي للفنون المسرحية، وحسب صحيفة الشروق: "كان دورها هامشي، والفيلم متواضع"، ولم تتألق الا مع فيلم صلاح أبوسيف "بداية ونهاية"، وكتب الناقد عبد الفتاح البارودى عن سناء جميل يقول: "بسبب غرور فاتن حمامة ظهر نجم سناء جميل"، وحصدت عن هذا الدور جائزة مهرجان موسكو عام 1961"، في إشارة إلى رفض فاتن حمامة القيام بدور "نفيسة" في فيلم "بداية ونهاية" اعتقادًا منها أنه يشوه صورتها، فأبدعت فيه سناء جميل.

## المخرج أحمد كامل مرسي
حاول المخرج والمنتج أحمد سالم، والمنتج جبرائيل تلحمي في عام 1934 القيام بأول تجربة لدبلجة فيلم أجنبي إلى اللغة العربية، وتم تكليف أحمد رامي ثم بديع خيري بكتابة حوار الفيلم الأمريكي باللغة العربية، إلا أنهما لم يوفقا إلى ذلك، واقترح المخرج نيازي مصطفى الاستعانة بصديقة أحمد كامل مرسي فاستدعاه أحمد سالم، وعرض عليه الأمر، فوافق على دخول هذه التجربة، التي لم يكن له سابقة خبرة فيها، وقد نجح في هذا العمل، وقام بدبلجة الفيلم الأمريكي «العيون السوداء»، وقام بتحويله إلى فيلم مصري وكان هو فيلم «طيش الشباب».

## ملخص أحداث الفيلم
يقرر والد سميحة (سميحة مراد) أن يلحقها بمدرسة داخلية ليبعدها عن نوع حياته الخاصة، فهو يملك ملهى ليلي، وتتخرج سميحة من مدرستها، وتتعرف على أحد الشباب المترددين على الملهى الذي يملكه والدها. تقع سميحة في حب هذا الشاب بعنف وجنون، ولكنه من نوعية الشباب الأثرياء الفاسدين، والذي أضاع ثروته، وأصبح على وشك الإفلاس. يتابع مدرس سميحة، وعازف البيانو، علاقتها بهذا الشاب الفاسد، وهو يكتم حبه لها، ويحاول نصيحتها من جراء هذه العلاقة الغريبة. يضبط الوالد ابنته سميحة في وضع غير لائق بين أحضان هذا الشاب، تقوم مشاجرة بين الأب والشاب تنتهي بأن يقتل الشاب، أما الوالد فيفقد بصره. يظل مدرس البيانو بجانب سميحة رغم ظروفها السيئة، ومع مرور الوقت تشعر سميحة بحب مدرسها عازف البيانو، ويتزوجا.

## روابط خارجية
- مقالات تستعمل روابط فنية بلا صلة مع ويكي بيانات